# Kunstvereniging Diepenheim

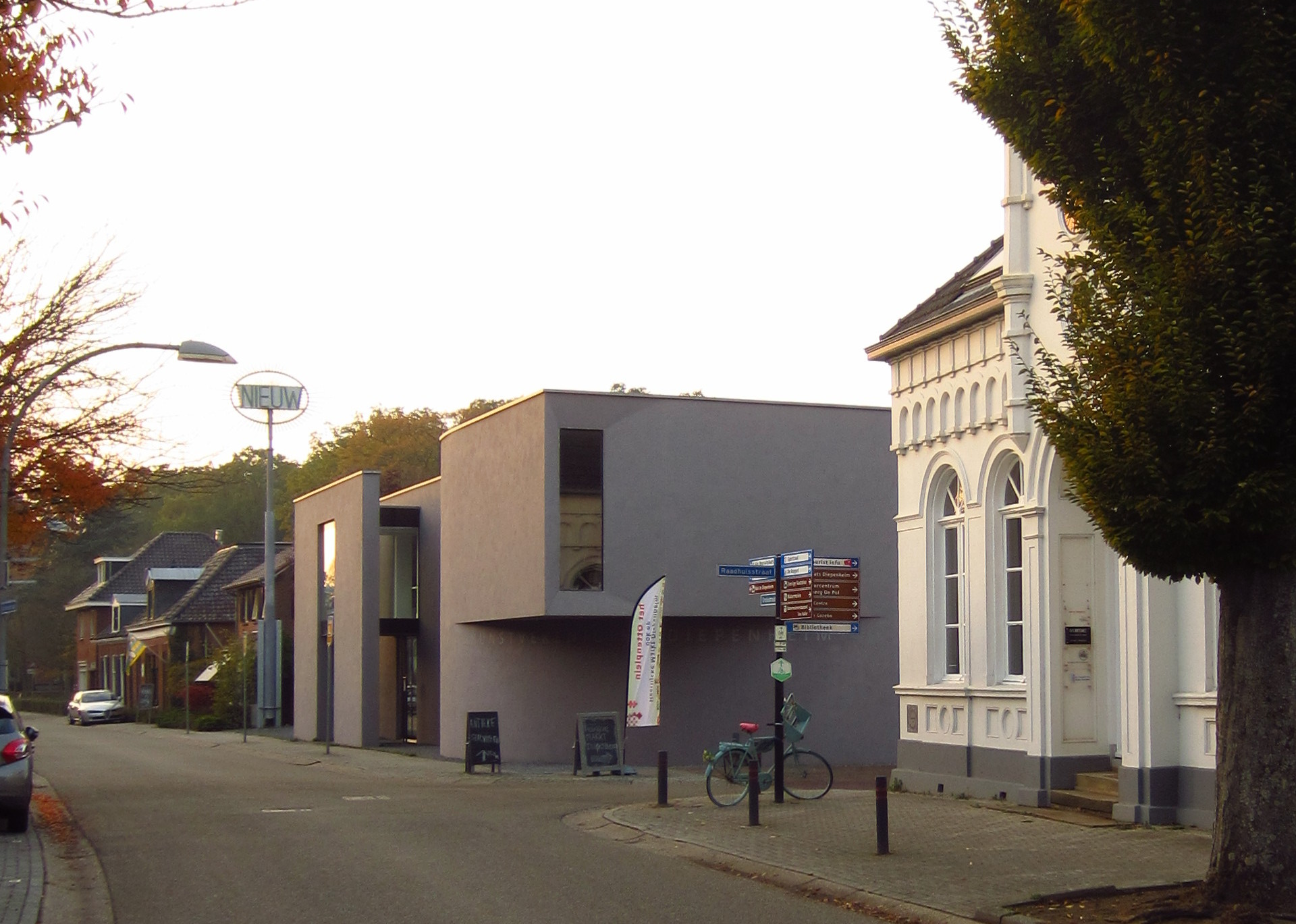
Hoofdgebouw Kunstvereniging Diepenheim met NIEUW (1992) van John Körmeling

Kunstvereniging Diepenheim is een presentatie-instelling voor hedendaagse beeldende kunst in Diepenheim, die bestaat sinds 1990. Met tentoonstellingen, masterclasses, lezingen en andere activiteiten wordt aandacht besteed aan de actuele ontwikkelingen op drie gebieden: ruimtelijke kunst, landschapskunst en tekenkunst.

## Geschiedenis
In 1979 begonnen architect Harrie ten Dam (1944-2013) en grafisch vormgever Sepp Bader een tentoonstellingsruimte voor hedendaagse kunst in het voormalige raadhuis van Diepenheim onder de naam 'Galerij 1881'. Zij verzamelden een steeds groter wordende groep vrijwilligers om zich heen. Van 1983 tot en met 1987 werd door deze groep mensen jaarlijks 'Beeld-en-Route' georganiseerd, een beeldenroute door Diepenheim en de aangrenzende landgoederen. Tientallen kunstenaars uit binnen- en buitenland konden hun werk presenteren.
Eind jaren tachtig ontstond de mogelijkheid om een tentoonstellingsgebouw te bouwen aan de Grotestraat in Diepenheim. Dit werd ontworpen door Harrie ten Dam. Besloten werd naar Duits voorbeeld een kunstvereniging op te richten om dit gebouw te gebruiken. Sinds 1990 worden hier tentoonstellingen, lezingen en masterclasses georganiseerd. In de beginjaren lag de nadruk op ruimtelijk werk (sculptuur, beeldhouwkunst), in de loop van de tijd kwam daar 'buitenkunst' (kunst in de openbare ruimte, landschapskunst, community art) en tekenkunst bij. Door de inzet van kunstenaar en curator Arno Kramer werd in 2011 Drawing Centre Diepenheim geopend in een voormalige kleuterschool aan de Kuimgaarden.

## Programmering
Tentoonstellingen vormen de meest in het oog lopende activiteit van Kunstvereniging Diepenheim. Professionele curatoren stellen ongeveer tien tentoonstellingen per jaar samen op de gebieden ruimtelijke kunst, tekenkunst en landschapskunst waarvan ongeveer de helft groepstentoonstellingen. Naast tentoonstellingen worden lezingen, masterclasses en workshops georganiseerd. Sinds 2014 is in de vorm van Werkplaats Diepenheim ook een artist-in-residence faciliteit beschikbaar. Enkele namen van kunstenaars die in de Kunstvereniging geëxposeerd hebben:
- Fons Brasser
- Berlinde De Bruyckere
- Sjoerd Buisman
- Nicolas Dings
- Jan Fabre
- Remy Jungerman
- Jan van Munster
- Paul de Reus
- Cornelius Rogge
- Maria Roosen
- Joseph Semah
- Carel Visser
- Leo Vroegindeweij

## Tuinen van Diepenheim
De Kunstvereniging is geen museum, maar een presentatie-instelling en heeft geen collectie. Wel is er in de loop van de jaren een verzameling buitenprojecten ontstaan onder de naam 'Tuinen van Diepenheim'. Hierin zijn de volgende kunstwerken opgenomen:
- Vlindertuin, Seringentuin, Wintertuin en De Waterlelies van Herman de Vries
- Het Gazebo van Diepenheim van Urbain Mulkers
- MONOMET van Lucas Lenglet
- Garden Fence van Edward Clydesdale Thomson
- If Bees Are Few … van Doris Denekamp & Jimini Hignett
- De Boomtuin van Jeroen Kooijmans
- De onbegrensde tuinen van Birthe Leemeijer